# Cleveland Arena
La Cleveland Arena était une salle multisports à Cleveland dans l'Ohio. Elle a été construite et financée par l'homme d'affaires local Albert C. Sutphin en 1937 en tant que site de jeu pour l'équipe de la ligue américaine de hockey des Barons de Cleveland. L'arène avait 9 900 places assises dans les tribunes et plus de 12 500 pour des événements tels que la boxe où des sièges au sol étaient disponibles.

## Histoire
En plus des Barons, l'arène abritait les Rebels de Cleveland de la Basketball Association of America, également propriété de Sutphin, pour la saison 1946-1947, et a accueilli plusieurs matchs pour les Royals de Cincinnati de la National Basketball Association (NBA), qui y ont joué plus de 35 de leurs matchs à domicile de 1966 à 1970. L'arène et les Barons ont été achetés par Nick Mileti en 1968. En 1970, l'expansion des Cavaliers de Cleveland naît et s'installe dans l'arène pour y jouer leurs quatre premières saisons, de 1970 à 1974. Les Crusaders de Cleveland de la nouvelle association mondiale de hockey ont commencé à y jouer en 1972, accueillant des matchs jusqu'en 1974. 
La Cleveland Arena était également un lieu de concert et de boxe régulièrement. Le 21 mars 1952, c'était le site du Moondog Coronation Ball, considéré comme le premier concert de rock 'n' roll, organisé par Alan Freed. Le concert a été fermé après la première chanson en raison de la surpopulation. On estimait que 20 000 personnes étaient dans l'arène ou tentaient d'y entrer, alors que la capacité était à peu près la moitié de celle-ci.

## Évènements
- Championnats d'Amérique du Nord de patinage artistique 1953